# Ли де Беарн
Ли де Беарн (фр. Luy de Béarn) је река у Француској. Дуга је 77 km. Улива се у Ли. 